# Градско позориште Бечеј
Градско позориште Бечеј је установа култура основана 2002. године од стране Општине Бечеј.
Првобитно је Градско позориште Бечеј било Дом културе, па Центар за културу „Вук Караџић”. Позоришна делатност је примарна делатност ове установе културе, али Градско позориште Бечеј у свом саставу има и галеријске, музичке, књижевне и филмске активности, што га чини централном инситуцијом културе града Бечеј.
Зграда Градског позоришта је једна од најстаријих у Бечеју. Првобитна је била касарна, односно седиште Потиског војног округа, све до укидања округа 1849. године. Након тога, зграда је постала хотел Централ. Садашњи изглед зграда је попримила после пожара 1926. године. У делу зграде ка Главној улици се налази Економско трговинска школа.

## Репертоар
Представе у извођењу Градског позоришта Бечеј:
1. Лажа и паралажа
2. Богојављенска ноћ
3. Ева, 89. олдал
4. Леонс и Лена
5. А кис херцег
6. Јазавац пред судом
7. Све што сте одувек хтели да знате о сексу, а нисте смели да питате
8. Сабрана дела Вилијема Шекспира
9. Гаврило
10. Чими
11. Празничне дечје представе
12. Камерна музика
13. Како убити супругу и зашто.